# 孔代特
孔代特（法語：Condette，法語發音：[kɔ̃dɛt]）是法国上法蘭西大區加来海峡省的一个市镇，属于滨海布洛涅区。

## 地理
孔代特（50°39'16"N, 1°38'0"E）面积16.26 平方千米，位于法国上法蘭西大區加来海峡省，该省份为法国北部沿海省份，西北濒北海，南至索姆省，东临北部省。
与孔代特接壤的市镇（或旧市镇、城区）包括：圣艾蒂安欧蒙、伊斯克、内勒、讷沙泰勒-阿尔德洛、韦尔兰克坦、埃迪尼厄勒-莱布洛涅。

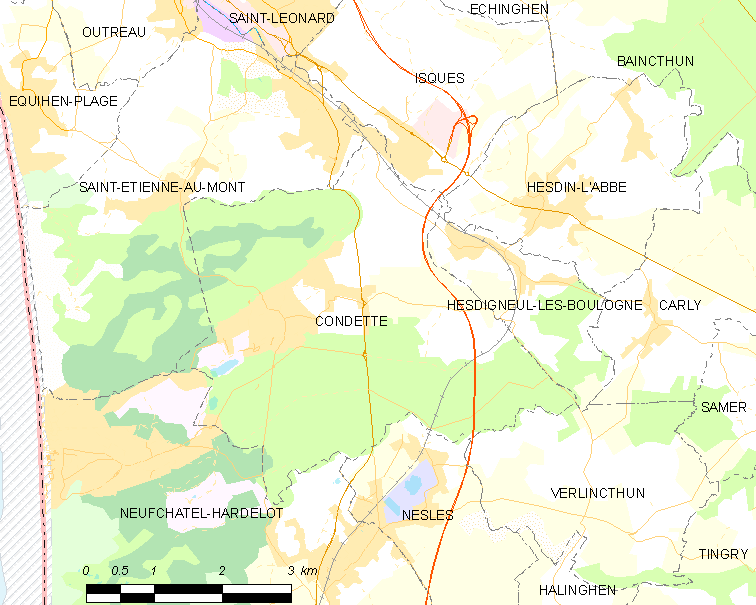
孔代特的OSM定位图

孔代特的时区为UTC+01:00、UTC+02:00（夏令时）。

## 行政
孔代特的邮政编码为62360，INSEE市镇编码为62235。

## 政治
孔代特所属的省级选区为乌特罗县。

## 人口

1962-2008年间孔代特人口变化图示

孔代特于2022年1月1日时的人口数量为2456人。